# 白質

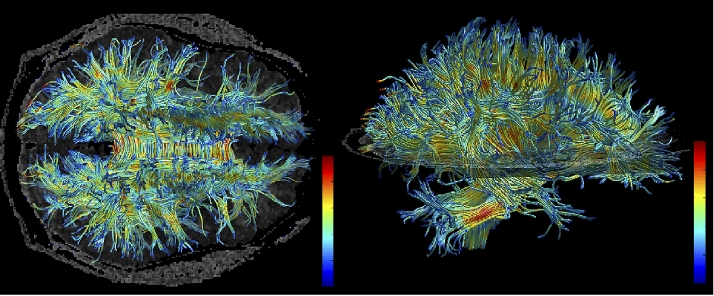
ヒトの脳の白質構造（MRIで撮影したもの）

白質（はくしつ、英語: White matter）は、中枢神経系(CNS)の中で特に有髄化された神経線維で構成される領域のこと。長い間受動的な組織と考えられてきたが、学習や脳機能に影響を与え、活動電位の分布を調節し、リレーとして機能し、異なる脳の領域間の伝達を調整する。
髄鞘（ミエリン鞘）に含まれる脂質によって比較的明るい見た目をしていることから白質と呼ばれる。しかしながら、切り出したばかりの脳の組織は髄鞘の大部分が毛細血管のある脂質組織で構成されているため、肉眼ではピンクがかった白色に見える。標本において白質が白いのは、通常ホルムアルデヒドで保存されているためである。

## 構造

### 白質
白質は、脳のさまざまな灰白質領域（神経細胞体のある場所）を互いにつなぐ束で構成されており、神経細胞間の神経インパルスを伝達している。髄鞘は絶縁体として働き、電気信号が軸索を通るのではなく跳躍することを可能にし、すべての神経信号の伝達速度を速める。
大脳半球内の長距離線維の総数は、皮質-皮質線維の総数（皮質領域全体）の2%であり、脳の最大の白色組織構造である脳梁で2つの半球間を繋いでいる線維とほぼ同じ数である。SchüzとBraitenbergは「粗い法則であるが、ある範囲の長さの線維の数はその長さに反比例する」と記している。
非高齢者の白質における血管の割合は1.7–3.6%である。

### 灰白質
脳のもう1つの主要な構成要素は、神経細胞で構成される灰白質（実際には毛細血管によりピンクがかった褐色である）である。黒質は、脳内に見られる3番目の色の要素であり、ドーパミン作動性神経細胞のメラニンレベルが近くの領域よりも高いため、暗く見える。使用する染色の種類によっては、顕微鏡のスライド上で白質が灰白質よりも暗く見えることがある。大脳及び脊髄の白質には、樹状突起、神経細胞体、または短い軸索が含まれず、これは灰白質にのみ見られる。

### 位置
白質は、脳の深部と脊髄の表層部の大部分を形成する。大脳白質の中には、大脳基底核（尾状核、被殻、淡蒼球、黒質、視床下核、側坐核）や脳幹核（赤核、脳神経核）などの灰白質の集合体が広がっている。
小脳は大脳と同様の構造をしており、小脳皮質の表層、深部の小脳白質（"arbor vitae"と呼ばれる）、深部の小脳白質に囲まれた灰白質の集合体（歯状核、球状核、栓状核、室頂核）がある。また、液体で満たされた脳室（側脳室、第三脳室、中脳水道、第四脳室）も大脳白質の深部にある。

### 有髄軸索の長さ
男性の白質は、体積と有髄軸索の長さの両方において女性よりも多い。20歳の時点で男性の有髄線維の総延長は176,000 kmであるのに対し、女性は149,000 kmである。加齢とともに総延長は10年ごとに約10%減少し、80歳の時点で男性は97,200 km、女性は82,000 kmとなる。この減少はほとんど細い線維が損失するためである。

## 機能
白質は中枢神経系の灰白質の異なる領域間でメッセージを伝達する組織である。白質が白いのは、神経線維（軸索）を取り囲む脂肪質の物質（ミエリン）があるからである。このミエリンはほとんどすべての長い神経線維に含まれており、電気的な絶縁体の役割をしている。これはメッセージをあちこちに素早く伝達するために重要な役割をする。
20代で発達のピークを迎える灰白質とは異なり、白質は発達を続け中年期にピークを迎える。

## 研究
多発性硬化症 (MS) は、白質を侵す中枢神経系の炎症性脱髄疾患の中で最も一般的な疾患である。MSの病変では、軸索の周りの髄鞘が炎症により悪化する。アルコール使用障害は、白質容積の減少と関連する。
白質のアミロイド斑は、アルツハイマー病やその他の神経変性疾患と関連する可能性がある。加齢に伴って一般的に起こるその他の変化としては、白質希薄化があり、これは髄鞘淡明化の喪失、軸索の喪失、血液脳関門の制限機能の低下など様々な状態と相関している可能性がある。
MRI上の白質病変(en:White matter lesion)は、認知障害やうつ病などいくつかの有害なことと関連している。高濃度な白質(en:White matter hyperintensity)は、脳血管性認知症、特に小血管/皮質下のタイプの血管性認知症でより多く見られる。

### 体積
白質の体積が小さいほど、注意力、陳述記憶、実行機能、知能、学術成績の大きな障害と関連している可能性がある。しかし、体積は神経可塑性により生涯を通じて継続的に変化し、他の脳領域での代償効果があるためある種の機能障害の決定要因ではなく一因である。白質の完全性は加齢により低下するが、定期的な有酸素運動により長期的に加齢効果が先送りされたり逆に白質の完全性が高められたりするようである。炎症や損傷による白質容積の変化は、閉塞性睡眠時無呼吸の重症化の要因となる可能性がある。

## イメージング
白質の研究は、核磁気共鳴画像法(MRI)の脳スキャナを用いた拡散テンソルイメージングと呼ばれるニューロイメージングにより進められている。2007年時点で700以上の論文が発表されている。
Jan Scholzらによる2009年の論文では、拡散テンソルイメージング (DTI) を用いて新しい運動課題（例えばジャグリング）を学習することによる白質体積の変化が示されている。この研究は運動学習と白質の変化を関連付けた最初の論文として重要である。これまで多くの研究者はこの種の学習は白質には存在しない樹状突起によってのみ媒介されると考えていた。著者らは、軸索の電気的活動が軸索の髄鞘形成を制御している可能性を示唆している。Sampaio-Baptistaらによるもっと最近のDTIの研究では、運動学習に伴う白質の変化と髄鞘の増加が報告されている。